# Ryler DeHeart
Ryler DeHeart (* 3. Januar 1984 in Kauaʻi, Hawaii) ist ein ehemaliger US-amerikanischer Tennisspieler.

## Karriere
DeHeart begann seine Karriere als Profi 2006. Er spielte bis 2008 ausschließlich Challenger- und Future-Turniere. Bereits bei seinem ersten Auftritt auf der ATP Tour erreichte er im Jahr 2008 bei den US Open die zweite Runde, in der er mit 1:6, 2:6 und 4:6 dem Weltranglistenersten Rafael Nadal unterlag.
Ab 2011 nahm DeHeart nur noch vereinzelt an Future- und Challenger-Turnieren teil. In der Saison 2013 spielte er lediglich auf einem Future-Turnier im Einzelbewerb, bei dem er im Achtelfinale scheiterte. Seit Oktober 2013 hat er auf der Tour kein Match mehr bestritten. Im November 2014 versuchte er es noch einmal bei zwei Future-Turnieren, scheiterte aber jeweils in der Qualifikation.

## Erfolge
| Legende (Anzahl der Siege)                       |
| Grand Slam                                       |
| Tennis Masters Cup ATP World Tour Finals         |
| ATP Masters Series ATP World Tour Masters 1000   |
| ATP International Series Gold ATP World Tour 500 |
| ATP International Series ATP World Tour 250      |
| ATP Challenger Tour (7)                          |

### Einzel

#### Turniersiege
| Nr. | Datum        | Turnier   | Belag     | Finalgegner  | Ergebnis      |
| --- | ------------ | --------- | --------- | ------------ | ------------- |
| 1.  | 7. Juni 2009 | Yuba City | Hartplatz | Carsten Ball | 6:2, 3:6, 7:5 |

### Doppel

#### Turniersiege
| Nr. | Datum              | Turnier     | Belag     | Partner               | Finalgegner                        | Ergebnis          |
| --- | ------------------ | ----------- | --------- | --------------------- | ---------------------------------- | ----------------- |
| 1.  | 15. September 2007 | New Orleans | Hartplatz | Kevin Anderson        | Rajeev Ram Bobby Reynolds          | 6:2, 6:3          |
| 2.  | 25. Juli 2009      | Lexington   | Hartplatz | Kevin Anderson        | Amir Hadad Harel Levy              | 6:4, 4:6, [10:6]  |
| 3.  | 30. Januar 2010    | Honolulu    | Hartplatz | Kevin Anderson        | Im Kyu-tae Martin Slanar           | 3:6, 7:6, [15:13] |
| 4.  | 30. April 2010     | Manta       | Hartplatz | Pierre-Ludovic Duclos | Martin Emmrich Andreas Siljeström  | 6:4, 7:5          |
| 5.  | 14. Mai 2010       | Sarasota    | Sand      | Brian Battistone      | Gero Kretschmer Alexander Satschko | 5:7, 7:64, [10:8] |
| 6.  | 2. Juli 2010       | Winnetka    | Hartplatz | Pierre-Ludovic Duclos | Rik De Voest Somdev Devvarman      | 7:64, 4:6, [10:8] |